# Guerolito
Albums de Beck
Guero
(2005) The Information
(2006)
Guerolito est le deuxième album de remixes de Beck sorti en décembre 2005. Il comprend toutes les chansons de l'album original, Guero, en format remixé par une variété d'artistes. Clap Hands, un titre qui ne se retrouvait que sur l'édition spéciale limitée de Guero, fait également partie de cet album.
Guerolito atteint le 191e rang du Billboard 200. En date du mois de juillet 2008, l'album s'était vendu à 76 000 copies aux États-Unis.
La vidéo Girl (para remix) est également extraite de cet album.

## Contexte
Durant une entrevue avec le magazine Wired en septembre 2006, Beck lance le défi à d'autres artistes de faire comme lui et d'abandonner le concept traditionnel de sortie d'album:
Il y a tellement de dimensions à ce qu'un album peut être de nos jours. Les artistes peuvent et devraient approcher la création d'un album comme l'opportunité de faire une série de sorties - une visuelle, une qui a des versions alternatives, et une qui inclut quelque chose où l'auditeur peut participer. C'est le temps que le concept d'album embrasse la technologie. Pour moi, c'est de donner des jambes à ma musique, de donner aux gens des nouvelles façons d'en faire l'expérience... Même si le mashup de sensibilité est devenu en quelque sorte un cliché, j'aimerais sortir un album qu'on peut éditer et mixer directement dans iTunes.

## Titres
Tous les titres ont été écrits par Beck Hansen et The Dust Brothers, sauf quand mentionné.
| No  | Titre | Durée |
| --- | --- | ----- |
| 1.  | Ghost Range (Remix de E-Pro par Homelife (Hansen, Dust Brothers, Beastie Boys))                                                             | 4:24  |
| 2.  | Qué Onda Guero (Remix par Islands) | 2:29  |
| 3.  | Girl (Remix par Octet) | 3:53  |
| 4.  | Heaven Hammer (Remix de Missing par Air (Hansen, Dust Brothers, Vinícius de Moraes, Carlos Lyra)                                            | 4:54  |
| 5.  | Shake Shake Tambourine (Remix de Black Tambourine par Ad-Rock (Hansen, Dust Brothers, Eugene Blacknell))                                    | 3:37  |
| 6.  | Terremoto Tempo (Remix de Earthquake Weather par Mario C (Hansen, Dust Brothers, Mark Adams, Steve Washington, Daniel Webster, Mark Hicks)) | 3:47  |
| 7.  | Ghettochip Malfunction (Remix de Hell Yes par 8-Bit (déjà paru sur le Hell Yes EP))                                                         | 2:39  |
| 8.  | Broken Drum (Remix par Boards of Canada (Hansen))                                                                                           | 5:36  |
| 9.  | Scarecrow (Remix par El-P) | 4:37  |
| 10. | Wish Coin (Remix de Got It Alone par Diplo (Hansen, Dust Brothers, Jack White))                                                             | 3:44  |
| 11. | Farewell Ride (Remix par Subtle (Hansen))                                                                                                   | 4:51  |
| 12. | Rental Car (Remix par John King) | 2:59  |
| 13. | Emergency Exit (Remix par Th'Corn Gangg) | 3:18  |
| 14. | Clap Hands (Déjà paru dans l'édition spéciale limitée de Guero)                                                                             | 3:19  |

| 15. | Fax Machine Anthem (Hell Yes) (Remix par Dizzee Rascal) | 3:07 |
| 16. | Qué Onda Guero (Remix par Nortec Collective)            | 4:44 |